# Praia
Praia (ceea ce înseamnă plajă în limba portugheză) este capitala și cel mai mare oraș al statului Capul Verde, o insulă din Oceanul Atlantic, la vest de Senegal. Orașul se află pe insula Santiago din arhipelagul Sotavento. Are o populație de 113.664 (2005).

## Clima
| Date climatice pentru Praia                                | Date climatice pentru Praia | Date climatice pentru Praia | Date climatice pentru Praia | Date climatice pentru Praia | Date climatice pentru Praia | Date climatice pentru Praia | Date climatice pentru Praia | Date climatice pentru Praia | Date climatice pentru Praia | Date climatice pentru Praia | Date climatice pentru Praia | Date climatice pentru Praia | Date climatice pentru Praia |
| Luna                                                       | Ian                         | Feb                         | Mar                         | Apr                         | Mai                         | Iun                         | Iul                         | Aug                         | Sep                         | Oct                         | Nov                         | Dec                         | Anual                       |
| ---------------------------------------------------------- | --------------------------- | --------------------------- | --------------------------- | --------------------------- | --------------------------- | --------------------------- | --------------------------- | --------------------------- | --------------------------- | --------------------------- | --------------------------- | --------------------------- | --------------------------- |
| Maxima medie °C (°F)                                       | 25 (77)                     | 25 (77)                     | 25.6 (78,1)                 | 26.1 (79)                   | 27.2 (81)                   | 27.8 (82)                   | 28.3 (82,9)                 | 28.9 (84)                   | 28.9 (84)                   | 29.4 (84,9)                 | 27.8 (82)                   | 26.1 (79)                   | 27,2 (81)                   |
| Media zilnică °C (°F)                                      | 22.5 (72,5)                 | 22.2 (72)                   | 22.8 (73)                   | 23.3 (73,9)                 | 24.2 (75,6)                 | 24.5 (76,1)                 | 26.1 (79)                   | 26.7 (80,1)                 | 27 (81)                     | 26.9 (80,4)                 | 25.6 (78,1)                 | 23.9 (75)                   | 24,6 (76,3)                 |
| Minima medie °C (°F)                                       | 20 (68)                     | 19.4 (66,9)                 | 20 (68)                     | 20.6 (69,1)                 | 21.1 (70)                   | 21.1 (70)                   | 23.9 (75)                   | 24.4 (75,9)                 | 25 (77)                     | 24.4 (75,9)                 | 23.3 (73,9)                 | 21.7 (71,1)                 | 22,1 (71,8)                 |
| Minima istorică °C (°F)                                    | 17.2 (63)                   | 13.3 (55,9)                 | 16.7 (62,1)                 | 17.2 (63)                   | 16.1 (61)                   | 18.9 (66)                   | 18.9 (66)                   | 20 (68)                     | 21.1 (70)                   | 20 (68)                     | 20 (68)                     | 17.8 (64)                   | 13,3 (55,9)                 |
| Ploaie mm (inches)                                         | 2.5 (0.098)                 | 1.3 (0.051)                 | 1 (0.04)                    | 2.3 (0.091)                 | 0 (0)                       | 1 (0.04)                    | 13.2 (0.52)                 | 99.3 (3.909)                | 29 (1.14)                   | 47.5 (1.87)                 | 7.9 (0.311)                 | 4.6 (0.181)                 | 209,6 (8,252)               |
| Nr. mediu de zile ploioase (≥ 0.1 mm)                      | 1                           | 0                           | 0                           | 0                           | 0                           | 0                           | 1                           | 8                           | 7                           | 3                           | 1                           | 1                           | 22                          |
| Ore însorite                                               | 217                         | 226                         | 279                         | 300                         | 310                         | 275                         | 219                         | 188                         | 219                         | 248                         | 244                         | 215                         | 2.920                       |
| Sursa nr. 1: Sistema de Clasificación Bioclimática Mundial |                             |                             |                             |                             |                             |                             |                             |                             |                             |                             |                             |                             |                             |
| Sursa nr. 2: BBC Weather                                   |                             |                             |                             |                             |                             |                             |                             |                             |                             |                             |                             |                             |                             |

## Personalități născute aici
- Patrick Fernandes (n. 1993), fotbalist;
- Gelson Martins (n. 1995), fotbalist.

## Orașe înfrățite
- Faro, Portugalia[3]
- Bissau, Guinea-Bissau
- Basseterre, Saint Kitts și Nevis
- Lisabona, Portugalia[4][5]
- Funchal, Madeira, Portugalia

Panoramă